# 蒸氣
蒸氣是指处于液态或固态的物质的周围所包含的相同物质的气态组分。与纯的气态物质不同的是，蒸氣必然伴随着相同物质的另一状态（固态或液态）；如果固态或液态的物质完全转化为蒸氣，则此时的蒸氣就不再称为蒸氣而是定义为纯的气态物质。蒸氣来源与沸点以下的液态物质的蒸发或者固态物质的昇華。由于有蒸氣的存在，很多物质都存在蒸氣壓。